# محمد سيف (لاعب كرة قدم إماراتي)
محمد سيف (مواليد 22 يونيو 1993) لاعب كرة قدم إماراتي يجيد اللعب في الظهير الأيسر.

## مسيرة اللاعب
بدأ مع نادي الوحدة و أعاره الوحدة إلى نادي بني ياس عام 2017 و أعاره إلى نادي دبا الفجيرة عام 2018 و انتقل إلى نادي الظفرة في صيف 2019 و أعير إلى نادي عجمان مطلع عام 2023.

## روابط خارجية
- محمد سيف على موقع Soccerway.com (الإنجليزية)